# オスバルド・ドルティコス・トラド
オスバルド・ドルティコス・トラド (スペイン語: Osvaldo Dorticós Torrado) は、キューバの政治家。1959年から1976年までキューバ共和国大統領を務めた。

## 生涯

### 革命成功まで
1919年4月17日、サンタ・クラーラ州（現シエンフエーゴス州）のシエンフエーゴスにおいて、裕福な家庭に生まれる。父は弁護士・医師で、先祖の一人はベネズエラ生まれの有名な企業家トマス・テリー（en:Tomás Terry）だった。父方にアイルランド人の血を引くテリーは、1886年の死の時点で2500万ドルを溜め込んでいたという西半球でも有数の富豪で、シエンフエーゴスにトマス・テリー劇場を設立した人物である。
ドルティコスは教師として短期間働いた後、ハバナ大学で法学と哲学を学び、1941年に法律の学位を得て卒業した。人民社会党（当時キューバ共産党はこう改称していた）に入党し、しばらく党の指導者フアン・マリネージョの秘書を務めた。
1950年代には、ドルティコスはシエンフエーゴスで弁護士として豊富な経験を積み、ヨットクラブの会長にもなった。彼はフルヘンシオ・バティスタ政権に対して強硬に反対し、市民抵抗運動に加わって反乱軍に武器と物資を供給した。1958年、ドルティコスはキューバ弁護士会の会長に選ばれたものの、すぐにバティスタ政権によって逮捕され、メキシコに短期間亡命した。

### カストロ政権下
1959年1月1日にキューバ革命が成功すると、ドルティコスはキューバに帰国。フィデル・カストロ政権の革命法担当相に任命されてその力を発揮し、土地改革法や1940年憲法に替わる基本組織法など、革命的な諸法の起草という重要な役割を演じた。マヌエル・ウルティア（en:Manuel Urrutia Lleó）が大統領を辞任すると、1959年7月17日、閣僚評議会によって大統領に任命された。
大統領としてドルティコスは1961年のユーゴスラヴィア・ベオグラードにおける非同盟諸国首脳会議、1962年のウルグアイ・プンタ・デル・エステにおける米州機構首脳会議に出席した。同年にはキューバ危機の最中の国連総会で演説し、その使用を決して望まないとしながらも核兵器を所有したことを示唆する。1973年5月25日には、アルゼンチンで新しく選ばれたペロニスタの大統領エクトル・カンポラ（en:Héctor José Cámpora）の就任式典に、チリの大統領サルバドール・アジェンデとともに参席した。
大統領としての職務の他に、1964年から中央計画評議会議長、1965年からキューバ共産党中央委員会書記局書記を務めた。1976年に新憲法が施行され、フィデル・カストロが国家評議会議長としてキューバの国家元首になったのに伴い、中央銀行総裁・国家評議会議員に転任した。
しかし1983年6月23日、ドルティコスは銃により自らの命を断った。彼の自殺は、慢性的な脊髄の持病に加えて、妻に先立たれたことが動機であったらしい。